# 中国给排水现状
中国给水排水系统的建设随着中国经济与科技的高速发展日新月异、成果斐然，但距其完善又任重道远。随着中国城市化进程的逐步加快与城乡贫富差距的进一步扩大，以及水资源短缺、水体污染、水质恶化等一系列问题的加剧，中国给排水发展进程面临着诸多挑战。
在过去的数十年间，随着城市污水处理设施的的进一步完善、有关给排水设施改良与发明的逐步合法化与商业化以及政府向有关企业提供的成本补偿日益增长，中国给排水系统发展迅速、普及率日益上升。在十一五规划（2006-10）的进程中，中国政府对给水排水有关技术的投资较过去翻了四番，同时在全国范围内开始征收污水处理费。
然而，中国给水排水的发展依旧任重而道远。养育着世界20%总人口的中国仅占有全球7%的淡水资源。根据世界卫生组织以及联合国儿童基金会于供水与卫生联合监控方案所公布的数据，至2008年，仍有大约1亿人口所获得的饮用水水质仍未得到很好的提升。同期，约有4亿6千万的人口所使用的基础卫生设施没能得以进一步的改善。乡镇地区有关项目的开展也落后于城市地区。 供水与卫生联合监控方案于2015年的数据显示，36%的农村人口的卫生条件尚未得到改善。

## 供给情况概述
随着经济的发展，中国改良饮用水源与基础卫生设施的普及率在过去的20年中增长迅速。从1990年至2008年，至少4亿5千万的中国人口的饮用水水质得到提升。至2008年，改良饮用水的覆盖率在全国范围内达到了89%。同期，基础卫生设施的普及率达到了55%。然而，由于中国水资源的短缺、部分地区季节性缺水问题的凸显与水资源环境污染的日益严重，许多水厂面临着使用更多水质不符合要求的水源原水作为生活饮用水水源的风险，对自来水水厂的净水设施与技术提出了更高的要求。在部分地区，由于工业化学药剂的排放以及相应排放指标的不健全等原因，出现了自来水水厂水源污染致暂停供水或是供水困难等现象。同时，由于粪便污染以及氟化物、砷等的背景值较高、工业，农业的化学试剂污染、季节性缺水等原因，部分即使拥有完备基础设施的地区仍存在饮用水水质较低的问题。2010年6月，为进一步改善中国城市集中式饮用水水源地环境质量，提升水源地环境管理和水质安全保障水平，中国环境保护部同国家发展改革委、住房城乡建设部、水利部和卫生部五部门联合印发了《全国城市饮用水水源地环境保护规划（2008-2020年）》。
|                  | 城市地区 (占总人口的56%) | 乡镇地区 (占总人口的44%) | 总计 |
| ---------------- | ------------------------ | ------------------------ | ---- |
| 改良饮用水水源   | 98%                      | 93%                      | 95%  |
| 改良基础卫生设施 | 87%                      | 64%                      | 76%  |

参考来源: WHO/UNICEF Joint Monitoring Program for Water and Sanitation 2015 estimates for China
从数据上来看，大约有6千9百万中国人口缺乏改良饮用水水源。在发展中国家，城市地区与城乡地区给排水现状差距明显。就中国来看，95%的城市建成区拥有管道制给排水系统，而这一数据在乡镇地区仅有45%。

## 服务质量

### 供水情况
由于水资源年内、年际分配不匀、水土资源分配不均、旱涝灾害频繁以及水资源水资源浪费、水资源利用效率低等问题的日益严峻，中国水资源供需矛盾突出。根据由世界银行发起的一份研究报告，在中国有13%的城市居民承受着供水不足的压力。更为严峻的是，在中国总计661座城市中，有60%的城市面临着季节性供水困难，其中，超过100座城市极度用水紧张 。自2009年，中国水资源开发利用率已达19%，接近世界平均水平的3倍，部分地区开发利用率已达50%以上。水资源过度开发也同样导致了生态环境的进一步恶化。为优化中国水资源布局，解决中国水资源南北分配不均等问题，南水北调工程开工典礼于2002年在北京人民大会堂和江苏省、山东省施工现场南水北调工程同时举行，其东线于2013年12月8日正式通水，中线工程于2014年12月12日正式通水。2013年，中国政府首次提出了“限制各省市的供水配额，并在2015年前建立年均用水指标”等措施。

### 污水处理
2006年，中国52%的城市污水得到了有效处理。至2010年6月，全国污水处理厂建成1519座，每周新建成污水处理厂18座。为达到2002年由国家环境保护总局与国家质量监督检验检疫总局联合发布的更为严格的城镇污水处理厂污染物排放标准，许多建成污水处理厂进行了相应的扩建与设施升级，如增加了能进一步处理难降解有机物、氮、磷等能导致水体富营养化的有机溶剂的三级处理设施。在技术方面，至2007年，活性污泥法在污水处理厂得到了广泛的使用，其中氧化沟工艺在全国24%的污水处理厂得到使用、序列间歇式反应器（SBR）的使用率占全国的污水处理厂的11%、5%的污水处理厂选择了传统活性污泥工艺（CAS），同时生物膜反应器也在全国部分地区得到了有效应用。2004年中华人民共和国住房与城市建设部发布的一项分析报告指出，根据污水处理厂的施用记录，绝大多数的污水处理厂的运行成效符合国家的排放标准。

## 与水资源的关系
人为污染、自然污染和水资源短缺都会影响饮用水资源的供应。 

## 与贫穷、健康、卫生的关系
由于缺乏足够的卫生设施，尤其是在中国农村，由饮用水质量带来的居民健康问题进一步加剧。在中国广大农村地区，自古以来就有着堆肥沤肥的传统——人、牲畜的粪便被收集起来，经微生物的分解或发酵从而形成可用于农业活动的肥料，再将其施于农田中。在农村地区，开放式的公共厕所也极为普遍。
为在全国范围内普及更为健康、卫生的日常行为规范，中国政府联合爱国卫生运动委员会、中华全国妇女联合会、中国共产主义青年团、卫生防疫站以及学校发起了一系列用于鼓励与教授健康与卫生的生活行为的教育活动。正是这项即使在农村地区也有极高普及率的工作，为许多基础健康卫生知识诸如“饮用凉白开”的重要性的普及奠定了基础。但实际上，一些贫困居民难以在意识上把腹泻与未经处理的原水或是不洗手等日常行为联系起来。故而，知识传播的效率比知识传播的广度显得更为重要。在20世纪90年代末，广大农村的健康教育缺乏能将卫生习惯与人体健康联系起来的有效信息，大部分省市也缺乏有关健康教育的专业性指导。这就导致了在中国大部分存在一定贫富差距的城镇间，出现了信息不对等的现象。在许多富裕或是处于中等收入水平的人口享受着由日益加快的给排水进程带来的好处时，贫困地区人民却受限于资源匮乏。 在民勤县“大约有一万人口被迫离开家乡而成为生态移民大军中的一份子。”

## 发展进程与历史沿革
在过去的20年间，中国在供水及污水处理设施建设方面已取得了不少实质性的进展和突破，但仍然面临着诸多挑战。

### 成就
自1921年中国第一家地市一级污水处理厂在上海建成以来，中国污水处理设施的建设提上了日程，并逐步进入快车道。至2006年，中国建成污水处理厂已具备了处理全国52%城区污水的能力，城市生活污水处理率达到43.8%。根据同年由中国国家环保部所颁布的数据，全国城区污水处置率已达57.1%。至2010年，城市污水处理率达到82%，设市城市污水处理率上涨至77.5%，超过了原定60%的目标。2001年至2004年，在中国661座城市中，污水处理费的征收范围由300座扩增到了475座。根据国务院办公厅于2012年5月4号颁布的《“十二五”全国城镇污水处理及再生利用设施建设规划的通知》：“到2015年，污水处理率进一步提高，城市的污水处理率达到85%，其中直辖市、省会城市和计划单列市城区实现污水全部收集和处理，地级市85%，县级市70%，建制镇污水处理率平均达到30%”。

### 事件
2009年1月，上海松江区水务局、自来水公司多人因停水事故被问责。
2009年7月，赤峰自来水发生污染，数千居民出现腹泻等症状，与暴雨污水侵入饮用水源有关。
2011年7月，保定供水管道爆裂，导致多间民房倒塌，多人受伤。
2013年4月，兰州自来水苯含量严重超标，与兰州石化1980年代泄漏事故有关。
2014年9月，济南供水管网爆裂，导致西城大面积停水。
2015年7月，北京自来水西直门桥自来水管多次爆裂，与连续降雨致地面沉降不均匀有关。
2016年9月至12月，南昌多次大面积停水，与青云水厂供电专线故障有关。
2016年12月，郑州郑东新区龙子湖高校园区及周边地区自来水发生污染，水质浑黄，与未清洗水干管并网有关，多人被问责，6000余户居民获减免8立方米水费。
2020年7月，杭州西湖区双浦镇自来水发生污染，与双浦易腐垃圾处置点泄漏有关。
2025年7月，杭州余杭区多个街道发生自来水污染，居民称水质发散粪臭味或尸臭味，颜色异常，水务公司致歉，每户获减免5立方米水费。